# Let's Dance (album de David Bowie)
Vous lisez un « bon article » labellisé en 2021.
Pour les articles homonymes, voir Let's Dance.
Albums de David Bowie
Christiane F.
(1981) Ziggy Stardust: The Motion Picture
(1983)
Singles
1. Let's Dance
Sortie : 14 mars 1983
2. China Girl
Sortie : 31 mai 1983
3. Modern Love
Sortie : septembre 1983
4. Without You
Sortie : novembre 1983

Let's Dance est le quinzième album studio du chanteur britannique David Bowie, sorti en avril 1983.
Il s'agit du premier disque de Bowie pour le label EMI, après une décennie passée chez RCA Records. Pour ce nouveau départ, il s'adjoint les services du guitariste et producteur Nile Rodgers et enregistre un disque de chansons dance-rock et dance-pop très éloignées de ses expérimentations des années 1970. Faisant table rase du passé, il décide pour la première fois de ne jouer d'aucun instrument et s'entoure de musiciens de studio qui n'ont jamais travaillé avec lui auparavant, dont le guitariste de blues texan Stevie Ray Vaughan. Les huit chansons qui composent l'album sont enregistrées en moins de trois semaines au studio new-yorkais Power Station.
À sa sortie, Let's Dance rencontre un grand succès commercial et se classe en tête des ventes dans de nombreux pays, tout comme sa chanson-titre. Les singles China Girl et Modern Love réalisent aussi de belles performances dans les hit-parades. Avec une nouvelle image, lissée pour plaire au plus grand nombre, Bowie devient une vedette internationale. La tournée de promotion de l'album, le Serious Moonlight Tour, prend place de mai à novembre 1983 et remplit les stades dans le monde entier. Sur le plan artistique, Let's Dance est considéré avec le recul comme la première étape d'une période de stagnation créative pour Bowie, dont les albums suivants des années 1980 sont incendiés par la critique.

## Histoire

### Contexte

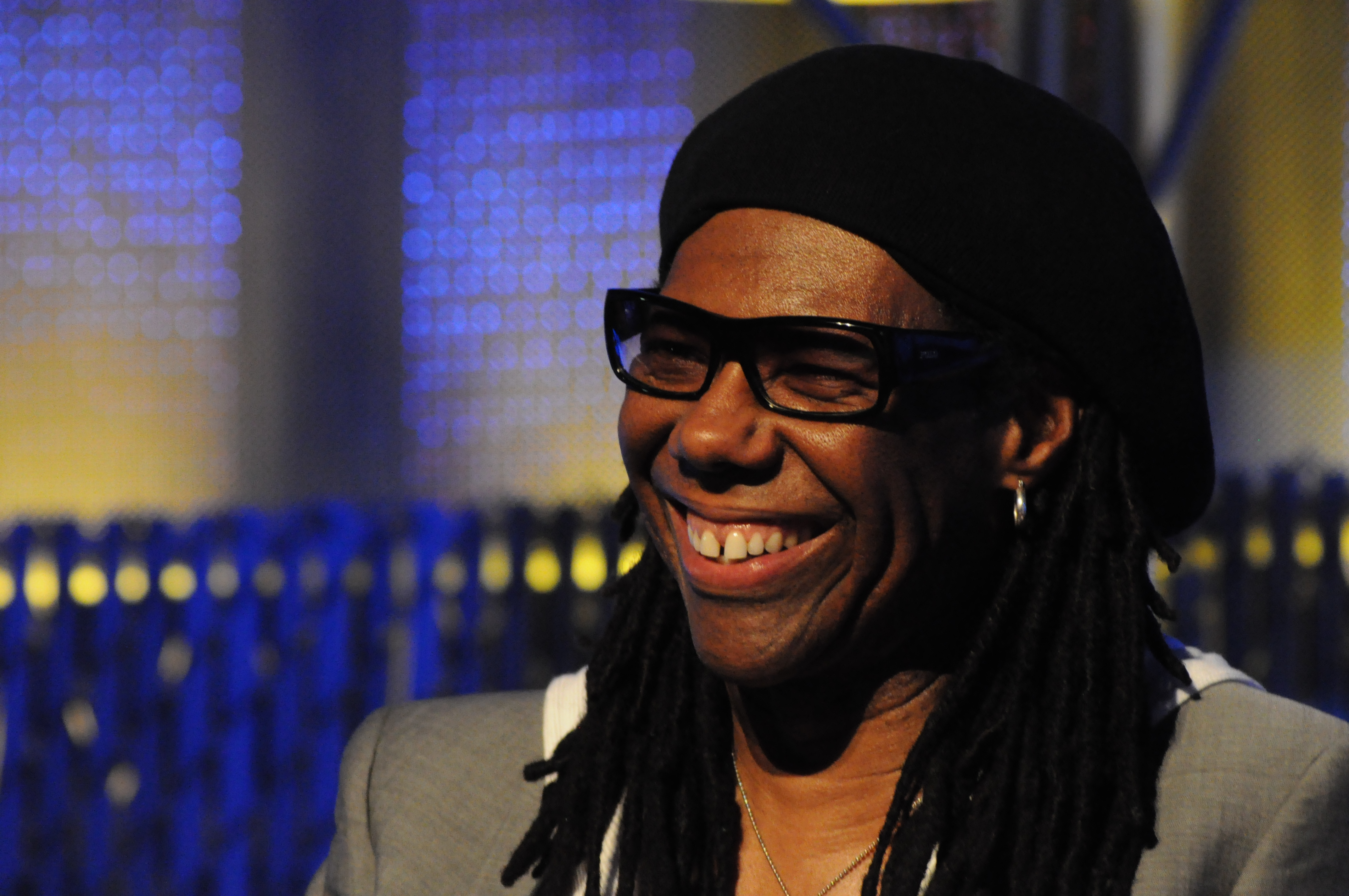
Nile Rodgers en 2010.

Le quatorzième album studio de David Bowie, Scary Monsters (and Super Creeps), sort en septembre 1980. Porté par le succès du single Ashes to Ashes, il rencontre un important succès commercial et critique au Royaume-Uni. Il marque également le début d'une période de grande discrétion pour le chanteur. Profondément bouleversé par l'assassinat de John Lennon, en décembre 1980, Bowie quitte New York pour mener une vie plus discrète en Suisse avec son fils Zowie. Au cours des deux années qui suivent, son activité musicale est limitée. Il attend avec impatience l'échéance du 30 septembre 1982, date jusqu'à laquelle une partie des bénéfices générés par sa musique continue à revenir à son ancien imprésario Tony Defries, dont il s'est séparé au terme d'une longue querelle juridique en 1975. À la fin de l'année 1981, son duo avec Queen, Under Pressure, lui permet de retrouver le sommet des charts, et il collabore au même moment avec Giorgio Moroder pour la chanson Cat People (Putting Out Fire), tirée de la bande originale du film de 1982 La Féline.
Ni Under Pressure, ni Cat People ne sont publiés par RCA Records, la maison de disques de Bowie depuis 1971. Ce dernier est de plus en plus insatisfait de la manière dont RCA gère ses affaires : il a mal digéré l'absence presque totale de promotion de ses albums Low et "Heroes", en 1977, et s'agace de voir le label rééditer ses anciens succès sous la forme de picture-discs ou via la compilation ChangesTwoBowie (1981), deux projets conçus sans qu'il ait été consulté. Son dernier disque de titres inédits pour RCA est Baal, un EP de chansons de la pièce de théâtre Baal de Bertolt Brecht. En dépit de son caractère expérimental, il se classe dans le Top 30 des ventes de singles au Royaume-Uni à sa sortie, en février 1982.
De passage à New York à l'automne de la même année, Bowie fait la connaissance de Nile Rodgers dans une boîte de nuit de Manhattan, le Continental Club. Rodgers, qui s'est fait connaître comme auteur-compositeur et guitariste au sein du groupe Chic, a également connu la réussite en écrivant et produisant pour d'autres artistes, comme Sister Sledge (We Are Family) et Diana Ross (Diana). Au moment de sa rencontre avec Bowie, cependant, il reste sur une série d'échecs, les derniers disques de Chic n'ayant pas rencontré un accueil très favorable, pas plus que son travail comme producteur sur KooKoo de Debbie Harry. Le courant passe immédiatement entre Bowie et Rodgers, qui discutent toute la nuit des disques de rhythm and blues et de blues qui les ont influencés. Quelques jours plus tard, Bowie invite Rodgers à le rejoindre en Suisse pour produire son prochain album.

### Enregistrement

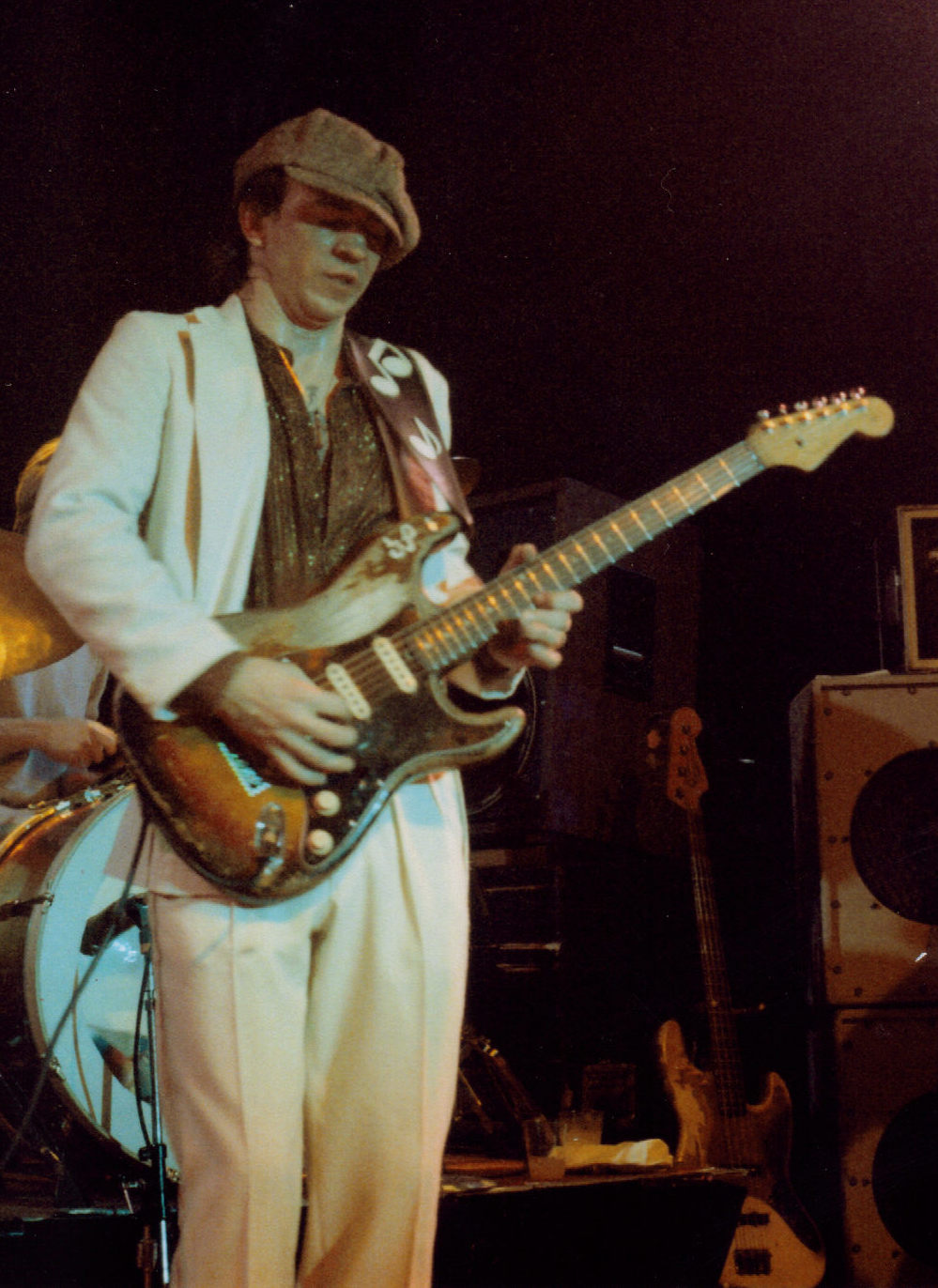
Stevie Ray Vaughan sur scène en 1983.

Nile Rodgers arrive à Lausanne en décembre 1982. Bowie lui explique rapidement que son objectif est d'avoir un disque rempli de tubes. Le producteur, qui s'attendait à travailler sur un projet plus artistique que commercial, est surpris. Les démos sur lesquelles travaille Bowie le laissent perplexe : l'une d'elles s'appelle Let's Dance, mais elle ressemble à une chanson de folk rock. « Ça m'a complètement déconcerté, ce n'était même pas une chanson sur laquelle on pouvait danser », rapporte-t-il par la suite, la comparant défavorablement à un croisement entre Donovan et Anthony Newley,. Les deux hommes se rendent aux studios Mountain de Montreux pour trois jours de travail sur les démos avec l'aide du multi-instrumentiste Erdal Kızılçay.
Après cette phrase préparatoire, Bowie et Rodgers retournent à New York pour enregistrer les versions définitives des chansons au studio Power Station. Pour la première fois depuis ses débuts, le chanteur ne rappelle aucun musicien avec qui il a déjà travaillé et laisse carte blanche à son producteur pour le choix des accompagnateurs. Le seul nom qu'il lui impose est celui du jeune guitariste de blues texan Stevie Ray Vaughan. Rodgers fait appel à des musiciens ayant déjà joué avec Chic : le claviériste Robert Sabino (en), le percussionniste Sammy Figueroa (en) et les frères Frank et George Simms aux chœurs. La section de cuivres, qui comprend un trompettiste et trois saxophonistes, est composée de membres du groupe Southside Johnny and the Asbury Jukes. Pour la section rythmique, Rodgers, qui se charge lui-même des parties de guitare rythmique, fait appel à des musiciens de studio réputés, le bassiste Carmine Rojas et le batteur Omar Hakim. La section rythmique de Chic, avec Bernard Edwards à la basse et Tony Thompson à la batterie, est écartée dans un premier temps, car Rodgers sait qu'ils prennent beaucoup de drogue et craint les conséquences de cette addiction sur leur ponctualité. En fin de compte, Thompson joue sur trois titres et Edwards sur un seul, Without You : il réussit en moins d'un quart d'heure à maîtriser une ligne de basse qui échappait à Rojas.
Les arrangements sont écrits par Rodgers à partir des démos de Bowie, qui laisse ici aussi à son producteur une totale liberté de choix. Signe d'un professionnalisme nouveau, les séances prennent place à des horaires normaux, de dix heures du matin à dix-huit heures, alors que le chanteur avait pour habitude de travailler la nuit. L'album est achevé très rapidement : les contributions de Vaughan à la guitare ne prennent qu'un jour ou deux à être bouclées, tout comme les parties de chant de Bowie. Rodgers rapporte que les huit chansons sont enregistrées et mixées en l'espace de dix-sept jours à peine. Armé des bandes maîtresses de son prochain disque, Bowie peut négocier un nouveau contrat avec la maison de disques EMI. Il est signé le 27 janvier 1983 et rapporte au chanteur la somme de 17 millions de dollars.

### Parution et accueil
La chanson Let's Dance sort en single le 14 mars 1983. Elle rencontre un succès foudroyant et se classe en tête des hit-parades dans de nombreux pays, dont le Royaume-Uni et les États-Unis. À sa sortie, le 14 avril, l'album Let's Dance est tout aussi bien accueilli par le public. Il fait son entrée en première place du classement britannique des meilleures ventes d'album et y reste pendant plus d'une année. De l'autre côté de l'Atlantique, Let's Dance se classe seulement no 4 du Billboard 200, mais il marque le retour de Bowie dans le haut des charts après plusieurs années de disette. Les critiques américains sont enthousiastes, à l'image de Billboard qui parle à son sujet de « dance rock urbain tonique et dernier cri ».
Trois autres singles sont extraits de l'album : China Girl, sorti en mai, Modern Love, sorti en septembre, et Without You, sorti en novembre. À l'exception du dernier, qui n'est pas édité au Royaume-Uni et ne réalise qu'une piètre performance aux États-Unis, ils se classent dans le Top 10 des ventes de nombreux pays. En tout, l'album s'écoule à plus de six millions d'exemplaires, du jamais vu pour EMI depuis 1967 et Sgt. Pepper's Lonely Hearts Club Band des Beatles.

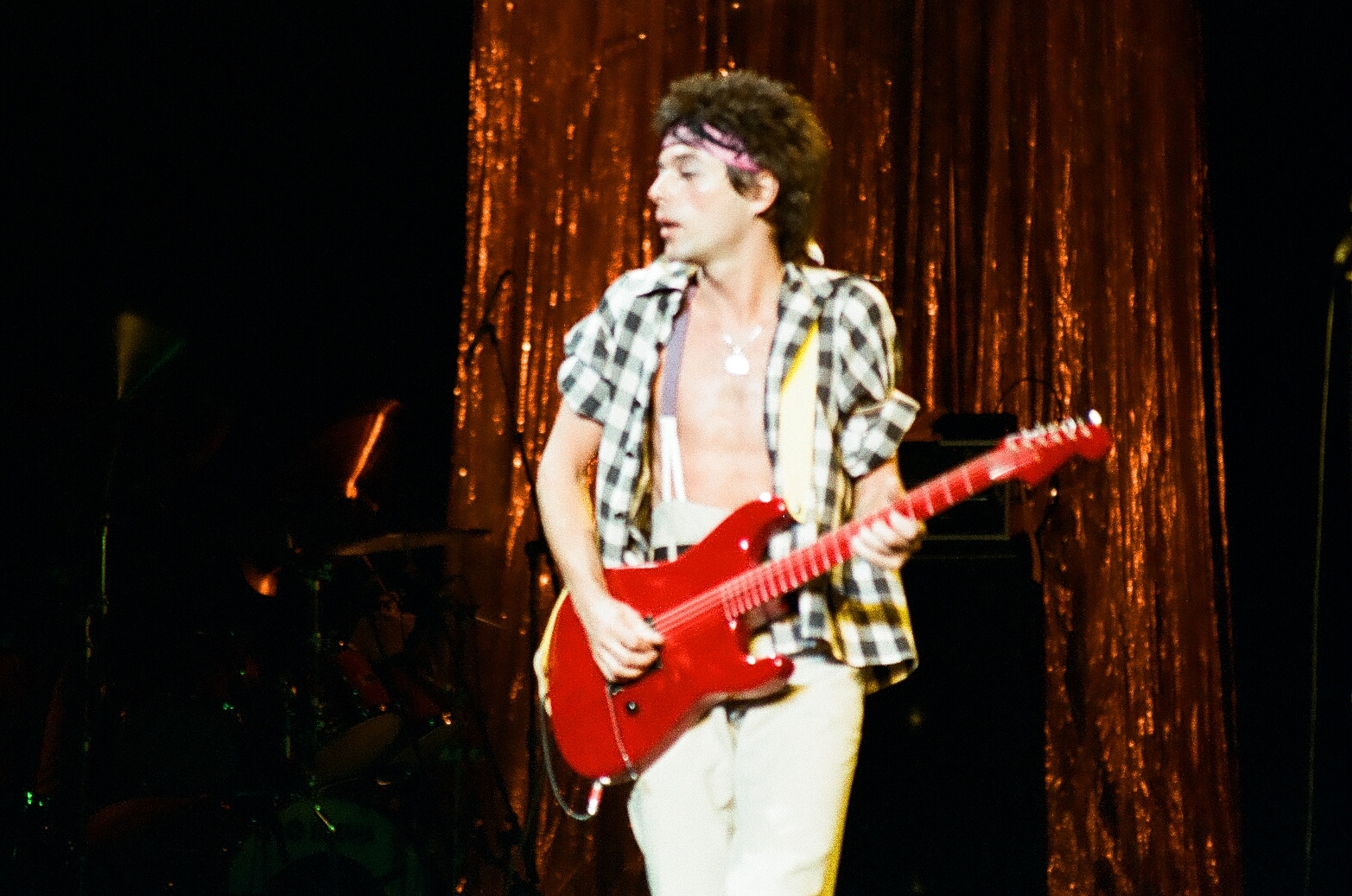
Earl Slick, le guitariste du Serious Moonlight Tour.

Le succès de l'album est prolongé par celui de sa tournée de promotion, le Serious Moonlight Tour, qui dure de mai à novembre 1983 et voit Bowie se produire en Europe, en Amérique du Nord, au Japon, en Australasie et (pour la première fois) en Asie du Sud-Est. Plus de 2,6 millions de spectateurs y assistent, ce qui en fait de loin la plus grosse tournée de l'année 1983. Le clip de Modern Love est tourné à l'occasion du concert du 20 juillet à Philadelphie. Les musiciens qui accompagnent Bowie sur scène sont pour l'essentiel ceux qui ont enregistré l'album, à l'exception de Nile Rodgers, remplacé à la guitare rythmique par Carlos Alomar, également directeur musical de la tournée, et Stevie Ray Vaughan, qui refuse au dernier moment de participer. Il est remplacé au pied levé par Earl Slick qui, comme Alomar, a déjà joué avec Bowie dans les années 1970.

### Postérité
Le succès phénoménal de Let's Dance permet à Bowie de devenir une véritable vedette dans le monde entier. Avec le recul, il est perçu comme le premier signe du déclin artistique du chanteur dans les années 1980, une décennie durant laquelle il ne publie que deux autres albums (Tonight en 1984 et Never Let Me Down en 1987), eux aussi marqués par une absence de prise de risques et d'expérimentation, qui sont généralement considérés comme les moins bons de sa discographie. Paul Trynka note que la mauvaise réputation de ces disques a rejailli a posteriori sur Let's Dance, qu'il considère comme l'un des albums les plus sous-estimés de Bowie et dont le son a influencé bon nombre d'artistes pendant le reste de la décennie.
David Bowie fait de nouveau appel à Nile Rodgers dix ans après Let's Dance pour son album de 1993 Black Tie White Noise. Les deux hommes se retrouvent dans une situation diamétralement opposée à celle de leur première collaboration, le chanteur étant bien décidé à ne pas produire un nouveau Let's Dance et rejetant systématiquement les suggestions les plus commerciales du producteur.

## Caractéristiques artistiques

### Paroles et musique

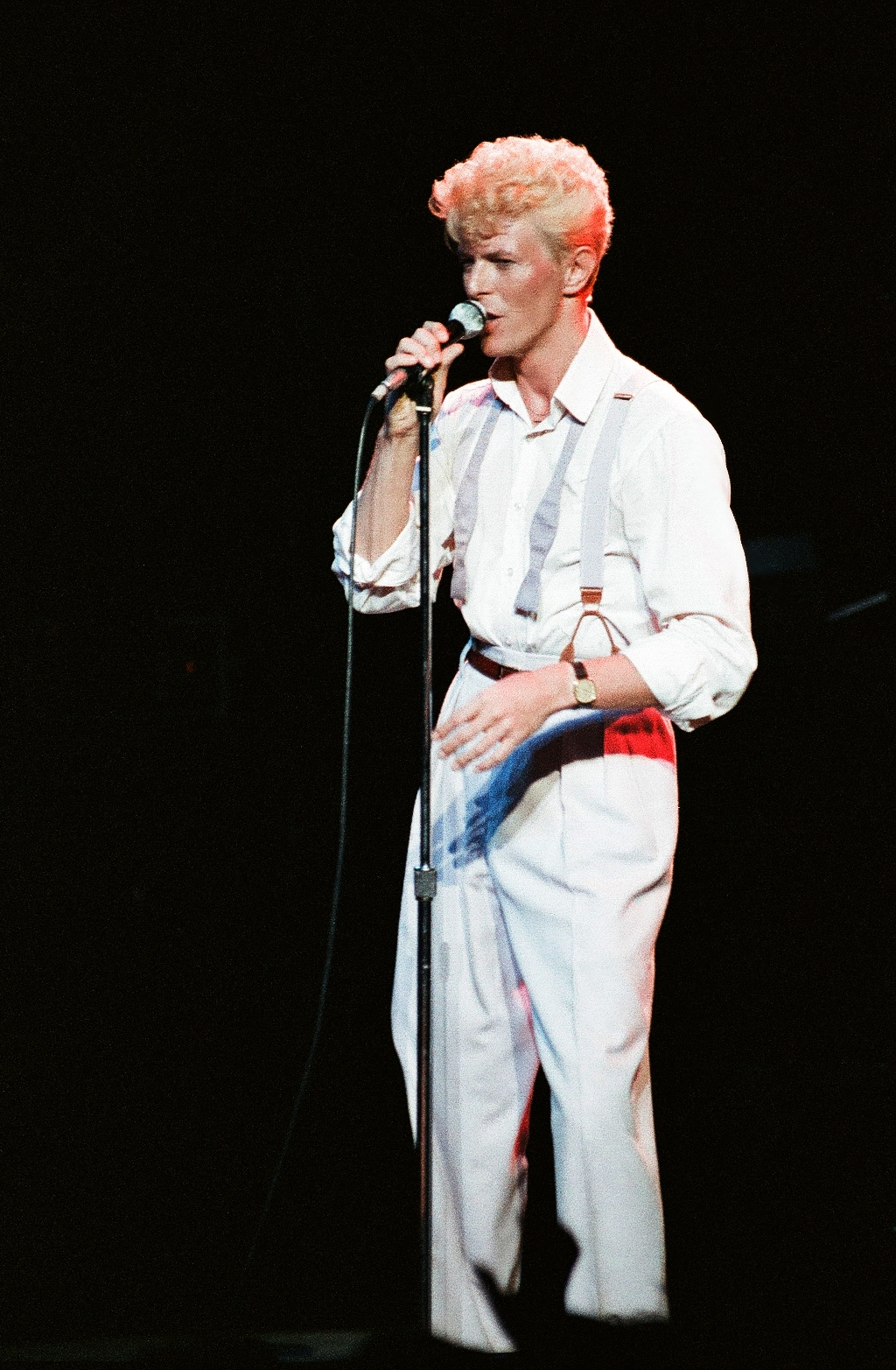
David Bowie sur scène pendant le Serious Moonlight Tour.

À sa sortie, David Bowie décrit Let's Dance comme « un album de chanteur ». De fait, c'est la première fois de sa carrière qu'il sort un disque sur lequel il ne joue d'aucun instrument et se contente de chanter. L'album se distingue également par son faible nombre de titres originaux, avec trois reprises ou nouvelles versions d'anciennes chansons sur huit. Sa démarche musicale est fortement influencée par les disques dont Bowie était fan lorsqu'il était jeune, dans les années 1950 et 1960, et qu'il a redécouverts pendant le tournage du film Furyo en 1982. En réécoutant les chansons de blues d'Elmore James, Albert King et Buddy Guy, le rhythm and blues de Stan Kenton et Red Prysock, ou la soul de James Brown, il est attiré par leur simplicité, leur enthousiasme et leur optimisme, des valeurs qui sont au cœur du disque qu'il enregistre avec Nile Rodgers,.
Les paroles des chansons abordent des sujets plus sérieux que ne le laisseraient penser la production dance-rock et dance-pop. Bowie, qui vient de divorcer de sa première femme Angie, envisage la danse comme un moyen de vaincre les doutes qui menacent les relations amoureuses dans la chanson-titre et Shake It. Modern Love et Ricochet évoquent quant à elles l'horreur d'un monde privé de toute dimension spirituelle. « Sortis de leur contexte, ces thèmes sont tout aussi sombres que ceux de Scary Monsters, mais ils sont complètement submergés par la production enjouée et funky de Nile Rodgers. »
Let's Dance s'ouvre avec Modern Love, dont le piano frénétique et le refrain en appel-et-réponse évoquent Little Richard. Pour Nicholas Pegg, elle résume à merveille l'album : « pleine d'énergie, brillamment interprétée et indiscutablement accrocheuse, mais effroyablement superficielle comparée à presque tout ce que Bowie a enregistré jusqu'alors ». Matthieu Thibault apprécie l'enthousiasme dont fait preuve le chanteur, mais estime que l'accumulation de saxophones et de piano alourdit trop la composition.
Elle est suivie de China Girl, une chanson coécrite avec Iggy Pop pour le premier album solo de Pop, The Idiot, produit par Bowie en 1977. Si la version originale était sombre et menaçante, la reprise de Bowie est beaucoup plus lisse et produite de manière plus commerciale, avec l'ajout d'un riff de guitare « asiatique » et de chœurs sur le refrain. Thibault la décrit ainsi comme une véritable « sucrerie pop » et juge la performance de Bowie inférieure à celle de Pop.
La chanson-titre démarre avec une introduction vocale ascendante reprise de la version de Twist and Shout par les Beatles. Le solo de guitare de Vaughan présente un son très bluesy inspiré par Albert King, tandis que la ligne de basse est très similaire à celle de Good Times, single à succès de Chic en 1979. La structure de la chanson rappelle également Chic, avec notamment un passage où les instruments s'effacent les uns après les autres, ne laissant que la basse et la batterie, avant de revenir en force. Si la musique est conçue pour être dansante, les paroles sont plus ambigües et laissent sourdre une vague menace, une impression renforcée par le désespoir qui perce dans la voix de Bowie.
La première face du 33 tours original se conclut avec la ballade Without You, seule chanson du disque où Bowie est accompagné par les trois membres de Chic. Sa performance vocale de crooner fragile évoque Bryan Ferry, le chanteur de Roxy Music. C'est pour Pegg le pire titre de l'album : il la considère comme une simple chanson d'amour peu inspirée. Thibault est plus indulgent, mais considère qu'elle reflète tout de même un certain manque d'inspiration.
La première chanson de la deuxième face, Ricochet, se rapproche davantage de l'art rock que des musiques dansantes du reste de l'album. Elle constitue le seul rappel du passé expérimental de Bowie. Dépourvue de réelle mélodie, elle est construite sur un rythme rigide, à mi-chemin entre le reggae et le disco, avec des interventions de saxophone et des monologues parlés. Ses paroles dépeignent un paysage industriel sinistre dans lequel évoluent des individus dont la spiritualité est morte.
Elle est suivie d'une reprise de Criminal World, chanson du duo Metro (en) sortie en single en 1977 et interdite par la BBC pour ses paroles qui font allusion à la bisexualité. L'inclusion d'une telle chanson sur un album aussi lisse que Let's Dance présente un côté transgressif, mais Chris O'Leary note que Bowie modifie significativement les paroles pour en réduire le caractère choquant. Le chanteur affirme à la même époque haut et fort son hétérosexualité et renie l'interview de 1972 dans laquelle il avait révélé sa bisexualité, qu'il décrit comme une simple passade.
Cat People (Putting Out Fire) est une nouvelle version de la chanson apparue en 1982 sur la bande originale du film La Féline. Les biographes de Bowie sont partagés lorsqu'il s'agit de comparer les deux. Pegg trouve la deuxième version inférieure, ayant troqué la tension de l'originale au profit de claviers agaçants et d'un solo de guitare banal. À l'inverse, O'Leary trouve le solo de guitare de Vaughan meilleur que celui de l'originale, mais il estime que la performance vocale de Bowie est moins bonne car moins dramatique.
L'album s'achève sur Shake It, une nouvelle incitation à danser qui reprend la ligne de basse de la chanson-titre presque à l'identique. Aux yeux de Thibault, c'est une mise à jour convaincante du « groove désarticulé de Fame », avec une structure polyrythmique et une production précise. À l'inverse, O'Leary estime que cette chanson annonce les pires défauts des années 1980 de Bowie et compare son refrain au « générique d'un jeu télévisé en enfer ».

### Pochette et illustrations
La pochette de Let's Dance est une photographie de Bowie prise par Greg Gorman (en). Le chanteur, torse nu, porte un short et des gants de boxe. Il est éclairé par l'avant et son ombre se découpe sur une toile de fond représentant un panorama urbain. Le titre de l'album est épelé sous la forme de lettres reliées par des flèches, sur le modèle des schémas apparaissant dans les manuels de danse. L'habillage visuel de Derek Boshier imite quant à lui les graffitis de Keith Haring.
Avec Let's Dance, Bowie adopte une nouvelle image qui l'accompagne dans les clips des singles et pendant la tournée Serious Moonlight Tour. Ses cheveux blond peroxydé sont frisés et coiffés en pompadour, à la Little Richard ; il a le teint légèrement hâlé. Le contraste avec la silhouette pâle et émaciée du Thin White Duke, quelques années plus tôt, est saisissant. Cette nouvelle apparence reflète selon Nicholas Pegg le désir de Bowie de prendre le moins de risques possibles afin de plaire au plus grand nombre, aussi bien visuellement que musicalement.

## Fiche technique

### Liste des chansons

#### Album original
Toutes les chansons sont écrites et composées par David Bowie, sauf indication contraire.
| 1. | Modern Love |                       | 4:46 |
| 2. | China Girl  | David Bowie, Iggy Pop | 5:32 |
| 3. | Let's Dance |                       | 7:38 |
| 4. | Without You |                       | 3:08 |

| 5. | Ricochet                      |                                         | 5:14 |
| 6. | Criminal World                | Peter Godwin, Duncan Browne, Sean Lyons | 4:25 |
| 7. | Cat People (Putting Out Fire) | David Bowie, Giorgio Moroder            | 5:09 |
| 8. | Shake It                      |                                         | 3:49 |

#### Rééditions
En 1995, Let's Dance est réédité par Virgin Records au format CD avec une chanson supplémentaire.
| 9. | Under Pressure (avec Queen) | David Bowie, John Deacon, Brian May, Freddie Mercury, Roger Taylor | 4:05 |

### Musiciens
- David Bowie : chant
- Nile Rodgers : guitare rythmique
- Stevie Ray Vaughan : guitare solo
- Carmine Rojas : basse
- Bernard Edwards : basse sur Without You
- Omar Hakim : batterie sur Modern Love, China Girl, Let's Dance, Criminal World et Cat People
- Tony Thompson : batterie sur Without You, Ricochet, et Shake It
- Robert Sabino (en) : claviers, piano
- Stan Harrison (en) : saxophone ténor, flûte
- Robert Aaron (en) : saxophone ténor, flûte
- Steve Elson : saxophone baryton, flûte
- Mac Gollehon : trompette
- Sammy Figueroa (en) : percussions
- Frank Simms, George Simms, David Spinner : chœurs[50]

### Équipe de production
- David Bowie : production, arrangements
- Nile Rodgers : production, arrangements
- Bob Clearmountain : ingénieur du son
- Mick Haggerty : conception de la pochette
- Greg Gorman (en) : photographie
- Derek Boshier : illustrations

### Classements et certifications
| Pays (classement)              | Meilleure position | Année |
| ------------------------------ | ------------------ | ----- |
| Allemagne (Media Control AG)   | 2                  | 1983  |
| Australie (ARIA)               | 1                  | 1983  |
| Autriche (Ö3 Austria Top 40)   | 2                  | 1983  |
| Canada (Canadian Albums Chart) | 2                  | 1983  |
| États-Unis (Billboard 200)     | 4                  | 1983  |
| France (SNEP)                  | 60                 | 2016  |
| Italie (FIMI)                  | 78                 | 2016  |
| Norvège (VG-lista)             | 1                  | 1983  |
| Nouvelle-Zélande (RIANZ)       | 1                  | 1983  |
| Pays-Bas (Mega Album Top 100)  | 1                  | 1983  |
| Royaume-Uni (UK Albums Chart)  | 1                  | 1983  |
| Suède (Sverigetopplistan)      | 1                  | 1983  |
| Suisse (Schweizer Hitparade)   | 17                 | 1983  |

| Pays                  | Certification | Date              | Ventes certifiées |
| --------------------- | ------------- | ----------------- | ----------------- |
| Canada (Music Canada) | 5 × Platine   | 1er novembre 1983 | 500 000           |
| États-Unis (RIAA)     | Platine       | 27 juin 1983      | 1 000 000         |
| Royaume-Uni (BPI)     | Platine       | 12 mai 1983       | 300 000           |